# Gaetano Rossi
Gaetano Rossi (Verona, 18 maggio 1774 – Verona, 25 gennaio 1855) è stato un librettista italiano.

## Biografia
Iniziò la propria carriera librettistica operando come poeta a Venezia presso Teatro La Fenice e successivamente assunse anche la carica di direttore del Teatro Filarmonico di Verona. Nel 1810 lavorò al servizio di Napoleone Bonaparte (egli fu l'unico librettista ad operare alla corte dell'imperatore francese).
La sua opera ammonta a oltre 120 libretti d'opera: egli collaborò con quasi tutti i compositori italiani e anche con diversi compositori stranieri del suo tempo. Con i suoi lavori egli contribuì al rinnovamento del repertorio operistico italiano che avvenne tra gli ultimi anni del Settecento e i primi decenni dell'Ottocento.

## Opere
| Anno allestito | Nome dell'opera                                                    | Tipo d'opera                        | Compositore |
| -------------- | ------------------------------------------------------------------ | ----------------------------------- | --- |
| 1797           | Carolina e Mexicow                                                 | tragedia per musica                 | Niccolò Antonio Zingarelli |
| 1798           | Che originali                                                      | farsa per musica                    | Johann Simon Mayr Francesco Schira (1835) |
| 1798           | Amore e paura                                                      | farsa per musica                    | Vittorio Trento |
| 1799           | Le quattro mogli                                                   | dramma giocoso per musica           | Gaetano Marinelli |
| 1799           | Adelaide di Guesclino                                              | dramma di sentimento                | Johann Simon Mayr Francesco Gnecco (1800) |
| 1799           | Labino e Carlotta                                                  | farsa per musica                    | Johann Simon Mayr |
| 1799           | Il sarto di Milano                                                 | farsa giocosa per musica            | Vincenzo Fiocchi |
| 1799           | L'accademia in musica                                              | farsa giocosa per musica            | Johann Simon Mayr |
| 1799           | Antigona                                                           | dramma per musica                   | Francesco Basili |
| 1799           | Il ratto delle Sabine                                              | dramma per musica                   | Niccolò Antonio Zingarelli |
| 1799           | La pazza giornataLa pazza giornata, ovvero Il matrimonio di Figaro | dramma comico per musica            | Marcos António Portugal |
| 1800           | Gli sciti                                                          | dramma per musica                   | Johann Simon Mayr |
| 1800           | La locandiera                                                      | farsa giocosa per musica            | Johann Simon Mayr Giuseppe Farinelli (1803) come Chi la durá la vince                                                                                  |
| 1800           | I due cognomi                                                      | farsa giocosa per musica            | Vittorio Trento |
| 1801           | Gli sposi infatuati                                                | farsa giocosa per musica            | Sebastiano Nasolini |
| 1801           | Ginevra di Scozia                                                  | dramma eroico per musica            | Johann Simon Mayr Giuseppe Mosca (1802) Marcos António Portugal (1805) Vincenzo Pucitta (1812)                                                         |
| 1801           | I virtuosi                                                         | farsa giocosa                       | Johann Simon Mayr |
| 1801           | Argene                                                             | dramma eroica                       | Johann Simon Mayr Stefano Pavesi (1807) come Aristodemo                                                                                                |
| 1801           | Adelaide e Tebaldo                                                 | dramma sentimentale                 | Raffaele Orgitano |
| 1802           | La Giulietta                                                       | dramma semi-serio                   | Giuseppe Farinelli |
| 1802           | Pamela                                                             | farsa in musica                     | Giuseppe Farinelli |
| 1802           | La clemenza di Tito                                                | dramma eroico in musica             | Antonio Del Fante |
| 1803           | Il ventaglio                                                       | farsa comica in musica              | Giuseppe Farinelli |
| 1803           | I riti d'Efeso                                                     | dramma eroica                       | Giuseppe Farinelli Sebastiano Nasolini (1812) |
| 1804           | Arsace e Semira                                                    | dramma eroico in musica             | Francesco Gnecco |
| 1804           | Il sordo                                                           | farsa comica in musica              | I. Girace Giuseppe Farinelli (1805) come Il finto sordo                                                                                                |
| 1804           | Pamela nubile                                                      | farsa in musica                     | Pietro Generali |
| 1804           | La calzolaja                                                       | farsa comica in musica              | Pietro Generali |
| 1804           | Elisa                                                              | dramma sentimentale                 | Johann Simon Mayr |
| 1805           | Eraldo ed Emma                                                     | dramma eroico per musica            | Johann Simon Mayr |
| 1805           | Trionfo d'Emilia                                                   | dramma eroico per musica            | Stefano Pavesi A. Rego (1807) Francesco Sampieri (1818) come Il trionfo d'Emilia                                                                       |
| 1805           | Don Chisciotte della Mancia                                        | dramma giocoso per musica           | Pietro Generali |
| 1805           | L'Amor coniugale                                                   | dramma di sentimento                | Johann Simon Mayr |
| 1805           | La roccia di Frauenstein                                           | melodramma eroi-comico              | Johann Simon Mayr |
| 1805           | Gli americani                                                      | melodramma eroico                   | Johann Simon Mayr Nicola Antonio Manfroce (1810) come Alzira Marcos António Portugal (1816) come Il trionfo di Gusmano                                 |
| 1806           | Attila                                                             | dramma serio per musica             | Giuseppe Farinelli |
| 1807           | I cherusci                                                         | melodramma eroico                   | Stefano Pavesi Johann Simon Mayr (1808) |
| 1807           | Calliroe                                                           | melodramma eroico                   | Giuseppe Farinelli |
| 1807           | Amor soldato                                                       | dramma giocoso per musica           | Luigi Antonio Calegari |
| 1808           | La festa della rosa (Versione Coccia)                              | melodramma comico                   | Stefano Pavesi Carlo Coccia (1821) come La festa da rosa                                                                                               |
| 1809           | Guerre in pace                                                     | farsa per musica                    | N. Giuliani |
| 1809           | Il trionfo delle belle                                             | dramma eroi-comico                  | Stefano Pavesi |
| 1809           | Zilia                                                              | farsa in musica                     | C. Mellara |
| 1809           | I gauri                                                            | melodramma eroica                   | C. Mellara |
| 1809           | Ippolita, regina delle amazzoni                                    | melodramma eroica                   | Stefano Pavesi |
| 1810           | Adelina                                                            | melodramma sentimentale             | Pietro Generali |
| 1810           | La cambiale di matrimonio                                          | farsa comica                        | Gioachino Rossini |
| 1810           | Cecchina suonatrice di Ghironda                                    | melodramma comico                   | Pietro Generali |
| 1811           | L'amor figliale                                                    | melodramma di sentimento            | Johann Simon Mayr |
| 1811           | I solitari                                                         | melodramma di sentimento            | Carlo Coccia |
| 1811           | Idomeneo                                                           | melodramma eroico                   | Giuseppe Farinelli |
| 1811           | Tre mariti                                                         | farsa comica in musica              | Giuseppe Mosca G. Carulli (1825) G. L. Bazzoni (1836)                                                                                                  |
| 1812           | Il qui pro quo                                                     | Melodramma comico                   | Ferdinando Orlandi |
| 1812           | Il finto Stanislao, re di Polonia                                  | Melodramma comico                   | Giuseppe Mosca |
| 1812           | Il marito imbarazzo                                                | farsa                               | Mellara |
| 1812           | Teodoro                                                            | melodramma eroico                   | Stefano Pavesi |
| 1813           | Tancredi                                                           | melodramma eroico                   | Gioachino Rossini |
| 1813           | I baccanti                                                         | dramma per musica                   | Ferdinando Paër Pietro Generali (1816) come I baccanti di Roma                                                                                         |
| 1814           | Avviso al pubblico                                                 | melodramma comico                   | Giuseppe Mosca |
| 1814           | Il crescendo                                                       | ?                                   | Carlo Coccia |
| 1814           | Trajano in Dacia                                                   | dramma eroico per musica            | Felice Blangini |
| 1814           | Evellina                                                           | melodramma eroico                   | Carlo Coccia |
| 1815           | La fedeltà conjugale                                               | dramma semiserio                    | Antonio Brunetti |
| 1815           | La figlia dell'aria                                                | melodramma eroi-comico              | F. Paini Manuel García (1826) |
| 1815           | Celanira                                                           | melodramma eroico                   | Stefano Pavesi |
| 1815           | Clotilde                                                           | melodramma semi-serio               | Carlo Coccia |
| 1815           | Zoraide                                                            | melodramma eroico                   | Giuseppe Farinelli |
| 1816           | I baccanti di Roma                                                 | melodramma eroico                   | Pietro Generali |
| 1816           | Malvina                                                            | melodramma di sentimento            | Nicola Vaccai |
| 1816           | Etelinda                                                           | melodramma semiserio                | Carlo Coccia Peter Winter (1818) Pellegrini (1831) |
| 1817           | Romilda e Costanza                                                 | melodramma semiserio                | Giacomo Meyerbeer |
| 1817           | Lanassa                                                            | melodramma eroico                   | Johann Simon Mayr |
| 1817           | Adelaide e Comingio                                                | melodramma semi-serio               | Giovanni Pacini |
| 1819           | La sposa fedele                                                    | melodramma semiserio                | Giovanni Pacini |
| 1819           | Emma di Resburgo                                                   | melodramma eroico                   | Giacomo Meyerbeer F. Celli (1821) Carolina Uccelli (1835) come Anna di Resburgo                                                                        |
| 1820           | Il conte di Lenosse                                                | melodramma eroico                   | Giuseppe Nicolini |
| 1821           | L'eroe di Lancastro                                                | melodramma serio                    | Giuseppe Nicolini Lord Burghersh (1829) |
| 1821           | Maria Stuarda, regina di Scozia                                    | dramma serio per musica             | Saverio Mercadante |
| 1821           | Valmiro e Zaida                                                    | dramma per musica                   | Francesco Sampieri |
| 1822           | Tebaldo e Isolina                                                  | melodramma eroico                   | Francesco Morlacchi |
| 1823           | Semiramide                                                         | melodramma tragico                  | Gioachino Rossini |
| 1824           | Ilda d'Avenel                                                      | melodramma eroico                   | Francesco Morlacchi Giuseppe Nicolini (1828) |
| 1824           | Il crociato in Egitto                                              | melodramma eroico                   | Giacomo Meyerbeer |
| 1826           | Il paria                                                           | melodramma tragico                  | Michele Carafa |
| 1826           | Mitridate                                                          | melodramma eroico                   | Giovanni Tadolini |
| 1827           | Giovanna d'Arco                                                    | melodramma romantico                | Nicola Vaccai |
| 1828           | I cavalieri di Valenza                                             | melodramma tragico                  | Giovanni Pacini A. Gandini (1830) come Isabella di Lara Francesco Schira (1836) come Os cavalleiros de Valenca U. Fontana (1836) come Isabella di Lara |
| 1828           | L'orfano della selva (Versione Coccia)                             | melodramma comico                   | Carlo Coccia N. Paoletti (1839) |
| 1830           | Maria di Brabante                                                  | melodramma eroico                   | Albert Guillon A. Gandini (1833) |
| 1830           | Amore e mistero                                                    | melodramma comico                   | Feliciano Strepponi |
| 1830           | La donna bianca di Avenello                                        | melodramma comico                   | Stefano Pavesi Gallieri (1854) |
| 1830           | Malek-Adel                                                         | melodramma eroico                   | Giuseppe Nicolini Benedetto Bergonzi (1835) |
| 1831           | Fenella, ossia La muta di Portici                                  | melodramma                          | Stefano Pavesi |
| 1831           | Beniowski                                                          | melodramma                          | Pietro Generali |
| 1831           | Chiara di Rosembergh                                               | melodramma                          | Luigi Ricci |
| 1831           | Enrico di Monfort                                                  | melodramma                          | Carlo Coccia |
| 1832           | Ivanhoe                                                            | melodramma                          | Giovanni Pacini |
| 1833           | Gli Elvezi                                                         | melodramma                          | Giovanni Pacini |
| 1833           | Irene                                                              | tragedia lirica                     | Giovanni Pacini |
| 1834           | Hernani (Ernani)                                                   | melodramma (dramma serio)           | Vincenzo Gabussi |
| 1835           | Carlo di Borgogna                                                  | melodrammo romantico                | Giovanni Pacini |
| 1835           | La fidanzata delle isole                                           | melodrammo romantico                | P. Candio |
| 1835           | Chiara di Montalbano in Francia                                    | melodramma semiserio                | Luigi Ricci |
| 1837           | Il giuramento                                                      | melodramma                          | Saverio Mercadante |
| 1837           | Iginia d'Asti                                                      | melodramma                          | S. Levy |
| 1837           | Il rapimento                                                       | melodramma comico                   | Placido Mandanici |
| 1838           | Le nozze di Figaro                                                 | melodramma comico                   | Luigi Ricci |
| 1838           | Le due illustri rivali                                             | melodramma                          | Saverio Mercadante |
| 1838           | La prigione d' Edimburgo                                           | melodramma semiserio                | Federico Ricci |
| 1838           | Alisia di Rieux                                                    | melodramma                          | Giuseppe Lillo |
| 1839           | Romilda                                                            | melodramma                          | Ferdinand Hiller L. Gavazzeni (1845) C. Boniforti (1847) come Velleda B. Prati (1854) come Amilda                                                      |
| 1839           | Rossane                                                            | melodramma                          | Franz Schoberlechner |
| 1839           | Il bravo                                                           | melodramma                          | Saverio Mercadante |
| 1840           | Giovanna II regina di Napoli                                       | melodramma                          | Carlo Coccia |
| 1840           | Ginevra degli Almieri                                              | melodramma                          | Samuele Levi |
| 1841           | Clemenza di Valois                                                 | melodramma                          | Vincenzo Gabussi |
| 1841           | Il proscritto                                                      | melodramma tragico                  | Otto Nicolai |
| 1841           | Maria Padilla                                                      | melodramma (with Gaetano Donizetti) | Gaetano Donizetti |
| 1842           | Linda di Chamounix                                                 | melodramma                          | Gaetano Donizetti |
| 1846           | Romea di Monfort                                                   | melodramma                          | Carlo Pedrotti |
| 1851           | Il Lazzarone                                                       | melodramma comico                   | Francesco Berger, G. Rota, Alberto Randegger e A. Zelman                                                                                               |
| 1852           | Il perruchiere della reggenza                                      | melodramma comico                   | Carlo Pedrotti |
| 1852           | Il marito e l'amante                                               | dramma comico                       | Federico Ricci |
| 1853           | Il paniere d'amore                                                 | melodramma comico                   | Federico Ricci |
| 1854           | Genoveffa del Brabante                                             | melodramma                          | Carlo Pedrotti |
| 1856           | I Romani in Pompejano                                              | melodramma                          | G. Rota |
| 1859           | Il diavolo a quattro                                               | melodramma comico                   | Luigi Ricci |
| 1880           | Tancreda                                                           | dramma lirico                       | Theodor Döhler |